# Liste der Einträge im National Register of Historic Places im Price County

Lage des Price County in Wisconsin

Die Liste der Einträge im National Register of Historic Places im Price County in Wisconsin führt alle Bauwerke und historischen Stätten im Price County auf, die in das National Register of Historic Places aufgenommen wurden.

## Legende
| NRHP | Historic Place    |
| HD   | Historic District |

## Aktuelle Einträge
| [ 2 ] | Name                                   | Bild                                   | Eintragsdatum        | Lage                                                                    | Ort               | Beschreibung |
| ----- | -------------------------------------- | -------------------------------------- | -------------------- | ----------------------------------------------------------------------- | ----------------- | --- |
| 1     | Deadman Slough                         | Deadman Slough                         | 1993 ID-Nr. 93000750 | Adresse nicht veröffentlicht                                            | Town of Flambeau  | |
| 2     | Fifield Fire Lookout Tower             | Fifield Fire Lookout Tower             | 2007 ID-Nr. 07000668 | WIS 70, rund 8 km östlich von Fifield 45° 53′ 12″ N, 90° 19′ 28″ W      | Town of Fifield   | 1932 errichteter Feuerwachturm |
| 3     | Fifield Town Hall                      | Fifield Town Hall                      | 1978 ID-Nr. 78000339 | Pine Street Ecle Flambeau Avenue 45° 52′ 38″ N, 90° 25′ 16″ W           | Town of Fifield   | 1894 errichtetes Justiz-, Verwaltungs- und Versammlungsgebäude der Town of Fifield                                                                        |
| 4     | Flambeau Paper Company Office Building | Flambeau Paper Company Office Building | 1985 ID-Nr. 85002331 | 200 North 1st Avenue 45° 56′ 11″ N, 90° 26′ 50″ W                       | Park Falls        | 1929 im neoklassizistischen Stil aus Backsteinen errichtetes Bürogebäude                                                                                  |
| 5     | Albin Johnson Log House                | Albin Johnson Log House                | 1978 ID-Nr. 78000127 | N894 South German Settlement Road 45° 24′ 39″ N, 90° 4′ 20″ W           | Town of Spirit    | 1885 vom schwedischen Einwanderer Albin Johnson errichtetes Blockhaus                                                                                     |
| 6     | Matt Johnson Log House                 | Matt Johnson Log House                 | 1978 ID-Nr. 78000128 | Abseits des US 8 45° 31′ 45″ N, 90° 7′ 20″ W                            | Brantwood         | 1898 von einem aus Finnland stammenden Einwanderer errichtete Blockhütte                                                                                  |
| 7     | Lidice Memorial                        | Lidice Memorial                        | 2006 ID-Nr. 06000301 | Sokol Park, Ash Street Ecke Fifield Street 45° 41′ 44″ N, 90° 24′ 27″ W | Phillips          | 1944 im Art-déco-Stil errichtetes Lidice-Denkmal |
| 8     | Park Falls Post Office                 | Park Falls Post Office                 | 2000 ID-Nr. 00001238 | 109 1st Street North 45° 56′ 9″ N, 90° 26′ 53″ W                        | Park Falls        | Dreistöckiges im neoklassizistischen Stil im Jahr 1936 im Zuge des New Deal errichtetes Postamt und Hauptquartier des Chequamegon-Nicolet National Forest |
| 9     | Phillips High School                   | Phillips High School                   | 1995 ID-Nr. 95000156 | 300 Cherry Street 45° 41′ 22″ N, 90° 24′ 1″ W                           | Phillips          | 1908 im neoklassizistischen Stil aus Backsteinen errichtetes Schulgebäude; 1938 erweitert                                                                 |
| 10    | Prentice Co-operative Creamery Company | Prentice Co-operative Creamery Company | 1985 ID-Nr. 85002329 | 700 Main Street 45° 32′ 48″ N, 90° 17′ 26″ W                            | Prentice          | 1906 als Lederhandlung errichtetes Gebäude; von 1915 bis in die 1940er Jahre Sitz der örtlichen Molkereigenossenschaft                                    |
| 11    | Round Lake Logging Dam                 | Round Lake Logging Dam                 | 1981 ID-Nr. 81000055 | NE of Fifield 45° 55′ 33″ N, 90° 4′ 45″ W                               | Town of Fifield   | 1878 gebautes Wehr |
| 12    | Wisconsin Concrete Park                | Wisconsin Concrete Park                | 2005 ID-Nr. 05001195 | WIS 13 45° 40′ 15″ N, 90° 23′ 19″ W                                     | Town of Worcester | Garten mit Plastiken des Künstlers Fred & Smith aus den Jahren 1950 bis 1964                                                                              |

## Frühere Einträge
| [ 2 ] | Name                            | Bild | Eintragsdatum        | Lage                                              | Ort      | Beschreibung                             |
| ----- | ------------------------------- | ---- | -------------------- | ------------------------------------------------- | -------- | ---------------------------------------- |
| 1     | Bloom's Tavern, Store and House |      | 1985 ID-Nr. 85000490 | 396 South Avon Avenue 45° 41′ 6″ N, 90° 23′ 38″ W | Phillips | Im Jahr 2011 aus dem Register gestrichen |